# Jean Étienne Joanny Maisiat
Jean Étienne Joanny Maisiat, né  le 5 mai 1824 à Lyon, et mort le 15 décembre 1910 à Arcueil, est un peintre français.

## Biographie
Il est le fils d'Étienne Maisiat (1794-1848), un canut renommé, professeur à l'école de la Martinière.
Jean Étienne Joanny Maisiat est élève de l'École des beaux-arts de Lyon dans la classe de peinture de fleurs. Ayant d'abord reçut une formation artistique de son père, il devient l'élève d'Augustin Thierriat (1789-1870) en 1843 à Lyon, puis d'Henri Lehmann en 1852 à l'École des beaux-arts de Paris. 
Il se spécialise dans la nature morte de fleurs et de fruits, dans des compositions sophistiquées, ou avec des fleurs communes poussant le long des chemins et des berges.
En 1869, il épouse Élisabeth Guillaume (1820-1881), veuve d'Ernest Alby (1809-1868), écrivain de romans historiques paraissant sous forme de feuilletons et de recueils sur la conquête de l'Algérie. Il s'installe dans le château de Vignely, propriété de son épouse, où il fait construire un atelier dans le parc. Il vend le château en 1905 ; celui-ci est devenu la mairie de la commune en 2012.
Maisiat expose ses œuvres aux Salons de Paris et de Lyon de 1850 jusqu'en 1900. Il a été médaillé à Paris en 1864 et 1867, et reçoit une médaille de 2e classe en 1872.
Il fut le professeur de dessin de Caroline Franklin-Grout, nièce de Gustave Flaubert, en 1861. Gustave Flaubert s'adresse à lui en 1867 quand il écrit un chapitre sur la peinture dans L'éducation sentimentale.

## Œuvres

### Œuvres dans les collections publiques
- Paris, musée d'Orsay : 
  - Le Bord d'un chemin sur un coteau en Touraine, Salon de 1867, huile sur toile[6] ;
  - Fleurs et fruits, Salon de 1868, huile sur toile[7].
- Valenciennes, musée des beaux-arts : Un Églantier au printemps, Salon de 1863, huile sur toile[8].

### Œuvres exposées aux Salons
- 1850 : Groupe de roses.
- 1852 : La Source.
- 1853 : Un Églantier dans les bois ; Bruyères.
- 1855 : Fleurs et fruits d'automne.
- 1857 : Fleurs et fruits de Fontainebleau ; Roses et géraniums ; Chemin en Touraine.
- 1859 : Nymphe.
- 1861 : Une Matinée rose ; Roses et capucines ; Un Vase de fleurs.
- 1863 : Un Églantier au printemps ; Bouquet de roses dans un vase.
- 1864 : Fruits cueillis.
- 1865 : Un Coin de verger ; Fruits à terre, réexposé en 1867.
- 1866 : Roses mousseuses.
- 1867 : Le Bord d'un chemin sur un coteau en Touraine.
- 1868 : Une Ortie, réexposé en 1878 ; Fleurs et fruits.
- 1869 : Branche de prunier.
- 1872 : Une Berge de la Loire en Touraine, réexposé en 1878.
- 1873 : Premières fleurs.
- 1874 : Bouquet de roses mousseuses et de roses-thé ; Raisins pêches de vignes.
- 1875 : Corbeilles de pêches et de raisins ; Mousseuses roses et blanches ; Coucous et violettes.
- 1876 : Au Bord de la Marne à Vignely, réexposé en 1878.
- 1877 : Les Laveuses de Vignely ; Une Branche de prunes ; Sous-bois dans les Alpes ; Fruits de verger et d'espalier.
- 1879 : Panneau décoratif, modèle de tapisserie pour l'escalier du palais du Luxembourg à Paris.
- 1881 : Bouquet de roses.